# Чеодаевы
Чеодаевы — старинный русский дворянский род.
Согласно летописным свидетельствам, история дворянского рода этой фамилии восходит ко второй половине XVII века. Губернским дворянским депутатским собранием род дворян Чеодаевых был записан в VI часть дворянской родословной книги Казанской губернии Российской империи.

## Описание герба
Щит разделён на три части, из них в первой и во второй части в зелёном и голубом полях изображены, в правом золотой улей и над ним три пчелы золотые же, а в левом крестообразно серебряный якорь и шпага. В нижней пространной части в серебряном поле находится крепость с башнею натурального цвета.
Щит увенчан дворянскими шлемом и короною с тремя на оной страусовыми перьями. Намёт на щите зелёный и голубой, подложен серебром.
Герб этого дворянского рода был записан в Часть Х Общего гербовника дворянских родов Всероссийской империи, страница 85.

## Известные представители
- Михаил Иванович Чеодаев (1785—1859) — русский генерал, участник подавления восстаний Польского 1830—1831 гг. и Венгерского 1849 года.